# Gran Premio d'Argentina 1978
Il Gran Premio d'Argentina 1978 è stata la prima prova della stagione 1978 del Campionato mondiale di Formula 1. Si è corsa domenica 15 gennaio 1978 sul Circuito di Buenos Aires. La gara è stata vinta da Mario Andretti, su Lotus-Ford Cosworth; per il vincitore si trattò del settimo successo nel mondiale. Ha preceduto sul traguardo l'austriaco Niki Lauda su Brabham-Alfa Romeo e il francese Patrick Depailler su Tyrrell-Ford Cosworth.

## Vigilia

### Aspetti tecnici
L'ATS, che aveva acquistato il materiale della March fece esordire l'ATS HS1, derivata dalla Penske PC4 utilizzata l'anno precedente; la Williams tornò a costruire il telaio in proprio, presentando la FW06. Esordirono come costruttori anche Merzario, con l'A1 e la Theodore con la TR1. Con la Merzario, per la prima volta, l'Italia schierava un secondo costruttore, dopo la Scuderia Ferrari, dai tempi della Iso-Williams nel 1974, mentre la Theodore fu l'unico costruttore di Hong Kong nella storia della F1. Per la costruzione della monoposto il patron della Theodore, Teddy Yip, si avvalse della collaborazione della Ralt.
La Fittipaldi presentò il nuovo modello F5A, mentre la Tyrrell abbandonò il modello a sei ruote (la P34) per la più tradizionale Tyrrell 008. Infine la Brabham fece esordire la BT45C. La scuderia privata Liggett Group/B&S Fabrications schierava una McLaren M23, mentre il Team Rebaque presentò una Lotus 78. La Wolf fece esordire la WR4.
La Ferrari abbandonò l'utilizzo delle gomme Goodyear e passò alla Michelin, che già riforniva la Renault. La Renault però non si presentò alla gara.

### Aspetti sportivi

Alan Jones con la Williams FW06. Frank Williams tornava a costruire monoposto dopo la cessione della sua prima scuderia a Walter Wolf.

Niki Lauda abbandonò la Scuderia Ferrari per approdare alla Brabham motorizzata Alfa Romeo, dove fece coppia con Watson. Al Cavallino venne confermata la coppia di piloti della parte finale della stagione 1977: Carlos Reutemann e Gilles Villeneuve. Alla Lotus, a far coppia con Mario Andretti, Ronnie Peterson (proveniente dalla Tyrrell) sostituì il connazionale Gunnar Nilsson. Un pilota francese esordiente, Didier Pironi prese il posto di Peterson. Pironi era giunto terzo nel Campionato europeo di Formula 2 1977 con la Martini. Eddie Cheever, che era giunto secondo nel campionato, venne fatto esordire invece dalla Theodore.
Vi fu un cambio anche alla McLaren: Jochen Mass venne sostituito da Patrick Tambay, che nel 1977 aveva corso per la Theodore Racing. Mass passò all'ATS, con Jean-Pierre Jarier, spesso utilizzato dalla scuderia tedesca l'anno precedente, anche se aveva corso il Gp del Fuji con la Ligier.
La Surtees assunse Rupert Keegan, impegnato con la Hesketh nel 1977, per far coppia con Brambilla. Clay Regazzoni abbandonò l'Ensign per la Shadow, dove trovò Hans-Joachim Stuck, proveniente dalla Brabham. L'Ensign iscrisse due vetture: una per Danny Ongais (per lui due gran premi con l'Interscope Racing nel '77) e Lamberto Leoni, non qualificato nel Gp di Monza 1977 con la Surtees. L'Hesketh invece portò in Argentina la sola Divina Galica. Anche la Williams iscrisse il solo Alan Jones. Arturo Merzario, Emerson Fittipaldi ed Héctor Rebaque parteciparono con le vetture dei propri team omonimi. Brett Lunger invece venne ingaggiato dalla Liggett Group/B&S Fabrications.
Nel corso del fine settimana del gran premio a Buenos Aires si tenne anche il sorteggio per la fase finale dei Mondiali di calcio, ospitati dall'Argentina nel corso del 1978.
Mario Andretti, su Lotus ottenne, sotto un caldo sole e teso vento, subito un tempo molto buono nelle prime prove libere svolte al giovedì: 1'48"12, che rappresentò il nuovo record ufficioso del tracciato. L'italoamericano precedette Carlos Reutemann e Niki Lauda. James Hunt si lamentò con gli organizzatori per non aver potuto provare la sua McLaren. Gli organizzatori avevano infatti deciso, al mercoledì, di non far scendere in pista nessuna monoposto, per consentire di pulire il tracciato. Le libere furono inoltre caratterizzate da incidenti per Didier Pironi e Divina Galica.

## Qualifiche

### Resoconto
Nella prima giornata di prove ufficiali fu Carlos Reutemann su Ferrari a far segnare il tempo migliore con 1'47"84. Reutemann precedette Andretti e John Watson. Le prove vennero sospese dopo pochi minuti per un incidente a Vittorio Brambilla, che però non ebbe conseguenze per il pilota. La giornata fu caratterizzata anche dall'arrivo della pioggia, dopo il sole dei giorni precedenti. Infatti, dopo il riavvio della prima sessione, la pioggia non consentì a nessun pilota di battere il tempo fatto segnare da Reutemann. Anche la seconda sessione iniziò con alcuni tratti della pista ancora umidi.
Nella prima sessione del sabato le condizioni della pista non consentirono a nessun pilota di battere il tempo di Reutemann: solo negli ultimi minuti della seconda sessione Mario Andretti riuscì a battere il tempo del pilota di casa per soli nove centesimi, ottenendo così la decima pole iridata. La Lotus utilizzò, per battere il tempo del ferrarista, pneumatici morbidi, mentre le Michelin montate sulla Ferrari erano di un tipo più duro, che avrebbe dovuto meglio reggere il caldo previsto per la gara. La seconda fila venne conquistata da Ronnie Peterson e John Watson. James Hunt, che nella prima sessione del sabato aveva ottenuto il tempo migliore, scontò la rottura del propulsore, tanto che nella seconda dovette montare un motore nuovo. Arturo Merzario, invece, dopo un incidente nella prima sessione, non poté prendere parte alla seconda, ma si qualificò ugualmente per la gara.

### Risultati
Nella sessione di qualifica si è avuta questa situazione:
| Pos                     | Nº | Pilota             | Costruttore              | Tempo   | Griglia |
| ----------------------- | -- | ------------------ | ------------------------ | ------- | ------- |
| 1                       | 5  | Mario Andretti     | Lotus-Ford Cosworth      | 1'47"75 | 1       |
| 2                       | 11 | Carlos Reutemann   | Ferrari                  | 1'47"84 | 2       |
| 3                       | 6  | Ronnie Peterson    | Lotus-Ford Cosworth      | 1'48"39 | 3       |
| 4                       | 2  | John Watson        | Brabham-Alfa Romeo       | 1'48"42 | 4       |
| 5                       | 1  | Niki Lauda         | Brabham-Alfa Romeo       | 1'48"70 | 5       |
| 6                       | 7  | James Hunt         | McLaren-Ford Cosworth    | 1'48"72 | 6       |
| 7                       | 12 | Gilles Villeneuve  | Ferrari                  | 1'48"97 | 7       |
| 8                       | 26 | Jacques Laffite    | Ligier-Matra             | 1'49"13 | 8       |
| 9                       | 8  | Patrick Tambay     | McLaren-Ford Cosworth    | 1'49"47 | 9       |
| 10                      | 4  | Patrick Depailler  | Tyrrell-Ford Cosworth    | 1'49"69 | 10      |
| 11                      | 10 | Jean-Pierre Jarier | ATS-Ford Cosworth        | 1'49"77 | 11      |
| 12                      | 19 | Vittorio Brambilla | Surtees-Ford Cosworth    | 1'49"91 | 12      |
| 13                      | 9  | Jochen Mass        | ATS-Ford Cosworth        | 1'50"06 | 13      |
| 14                      | 27 | Alan Jones         | Williams-Ford Cosworth   | 1'50"11 | 14      |
| 15                      | 20 | Jody Scheckter     | Wolf-Ford Cosworth       | 1'50"35 | 15      |
| 16                      | 17 | Clay Regazzoni     | Shadow-Ford Cosworth     | 1'50"45 | 16      |
| 17                      | 14 | Emerson Fittipaldi | Fittipaldi-Ford Cosworth | 1'50"82 | 17      |
| 18                      | 16 | Hans-Joachim Stuck | Shadow-Ford Cosworth     | 1'51"16 | 18      |
| 19                      | 18 | Rupert Keegan      | Surtees-Ford Cosworth    | 1'51"42 | 19      |
| 20                      | 37 | Arturo Merzario    | Merzario-Ford Cosworth   | 1'51"68 | 20      |
| 21                      | 22 | Danny Ongais       | Ensign-Ford Cosworth     | 1'51"71 | 21      |
| 22                      | 23 | Lamberto Leoni     | Ensign-Ford Cosworth     | 1'51"94 | 22      |
| 23                      | 3  | Didier Pironi      | Tyrrell-Ford Cosworth    | 1'51"99 | 23      |
| 24                      | 30 | Brett Lunger       | McLaren-Ford Cosworth    | 1'52"27 | 24      |
| Vetture non qualificate |    |                    |                          |         |         |
| NQ                      | 25 | Héctor Rebaque     | Lotus-Ford Cosworth      | 1'52.52 | NQ      |
| NQ                      | 32 | Eddie Cheever      | Theodore-Ford Cosworth   | 1'53"25 | NQ      |
| NQ                      | 24 | Divina Galica      | Hesketh-Ford Cosworth    | 1'56"69 | NQ      |

## Gara

### Resoconto
Mario Andretti partì bene al via e si mise davanti a Carlos Reutemann, Ronnie Peterson, e le due Brabham di Niki Lauda e John Watson.

Gilles Villeneuve ottenne per la prima volta il giro più veloce in una gara valida per il mondiale di F1.

Andretti impresse un ritmo molto alto alla gara, riuscendo subito a scavare un certo margine sugli inseguitori. Dalle retrovie recuperò Watson, che prima passò Lauda e Peterson, al giro 5, poi anche Carlos Reutemann, al giro 7. Un giro dopo Lauda passò Peterson: la classifica ora vedeva sempre primo Andretti, seguito da John Watson, Reutemann, Lauda, Peterson, Patrick Depailler, James Hunt e Jacques Laffite. Anche Depailler era autore di una bella gara in rimonta, tanto che passò anche Peterson al dodicesimo giro.
Il pilota argentino della Scuderia Ferrari scontava dei problemi agli pneumatici, tanto che venne passato sia da Niki Lauda che da Patrick Depailler, al giro 14. Tre giri dopo venne passato anche da Hunt e Peterson.
La gara del pilota di casa fu definitivamente rovinata al ventiseiesimo giro, quando ebbe un contatto con Jacques Laffite, dopo che il pilota della Ligier lo aveva appena passato. Carlos Reutemann fu costretto così a una sosta ai box, ove gli furono cambiati gli pneumatici: da quella sosta l'argentino riuscì a migliorare il suo ritmo, anche se ormai era rimasto lontanto dalla zona dei punti.
Davanti intanto John Watson subiva dei problemi al suo propulsore. Nel warm up sulla sua Brabham si era verificata una perdita d'acqua dai radiatori per un difettoso serraggio dei tappi. I meccanici avevano apportato delle modifiche diverse sulla sua vettura e su quella di Lauda: la scelta fatta sulla vettura di Watson non fu però positiva e il nordirlandese venne passato da Niki Lauda e da Patrick Depailler, prima di ritirarsi al quarantaduesimo giro.

Arturo Merzario, all'esordio come costruttore, si ritirò dopo 9 giri.

Nelle posizioni di rincalzo si mise in luce Reutemann che in pochi giri passò dal quindicesimo al settimo posto, passando anche il suo compagno di scuderia Gilles Villeneuve, anche lui con problemi alle gomme. Nella zona punti l'unica cambio in classifica fu il sorpasso di Laffite su Peterson al giro 47; lo svedese però riconquistò la quinta posizione dopo il ritiro di Laffite per la rottura del suo motore, al giro 51.
Vinse Mario Andretti, per la settima volta nel mondiale, davanti a Niki Lauda e Patrick Depailler. Quarto fu Hunt autore di una gara regolare, quinto Peterson (penalizzato anche lui da problemi tecnici sulla sua Lotus) e sesto Patrick Tambay con l'altra McLaren. Gilles Villeneuve fece segnare il miglior giro in gara, per la prima volta nel mondiale, anche se tale risultato venne messe in dubbio da qualche fonte.
La gara si chiuse dopo soli 52 giri, e non i 53 previsti, per un errore dello sbandieratore, Juan Manuel Fangio, che abbassò la bandiera a scacchi con un giro d'anticipo. Fangio si giustificò affermando che la bandiera era stata mossa da un colpo di vento e che avendo visto Reutemann rallentare aveva pensato che il pilota della Ferrari avesse inteso che la gara fosse terminata.

### Risultati
I risultati del gran premio furono i seguenti:
| Pos | No | Pilota             | Costruttore              | Giri | Tempo/Ritiro     | Pos. Griglia | Punti |
| --- | -- | ------------------ | ------------------------ | ---- | ---------------- | ------------ | ----- |
| 1   | 5  | Mario Andretti     | Lotus-Ford Cosworth      | 52   | 1h37'04"47       | 1            | 9     |
| 2   | 1  | Niki Lauda         | Brabham-Alfa Romeo       | 52   | + 13"21          | 5            | 6     |
| 3   | 4  | Patrick Depailler  | Tyrrell-Ford Cosworth    | 52   | + 13"64          | 10           | 4     |
| 4   | 7  | James Hunt         | McLaren-Ford Cosworth    | 52   | + 16"05          | 6            | 3     |
| 5   | 6  | Ronnie Peterson    | Lotus-Ford Cosworth      | 52   | + 1'14"85        | 3            | 2     |
| 6   | 8  | Patrick Tambay     | McLaren-Ford Cosworth    | 52   | + 1'19"90        | 9            | 1     |
| 7   | 11 | Carlos Reutemann   | Ferrari                  | 52   | + 1'22"60        | 2            |       |
| 8   | 12 | Gilles Villeneuve  | Ferrari                  | 52   | + 1'38"88        | 7            |       |
| 9   | 14 | Emerson Fittipaldi | Fittipaldi-Ford Cosworth | 52   | + 1'40"60        | 17           |       |
| 10  | 20 | Jody Scheckter     | Wolf-Ford Cosworth       | 52   | + 1'43"50        | 15           |       |
| 11  | 9  | Jochen Mass        | ATS-Ford Cosworth        | 52   | + 1'49"07        | 13           |       |
| 12  | 10 | Jean-Pierre Jarier | ATS-Ford Cosworth        | 51   | + 1 giro         | 11           |       |
| 13  | 30 | Brett Lunger       | McLaren-Ford Cosworth    | 51   | + 1 giro         | 24           |       |
| 14  | 3  | Didier Pironi      | Tyrrell-Ford Cosworth    | 51   | + 1 giro         | 23           |       |
| 15  | 17 | Clay Regazzoni     | Shadow-Ford Cosworth     | 51   | + 1 giro         | 16           |       |
| 16  | 26 | Jacques Laffite    | Ligier-Matra             | 50   | Motore           | 8            |       |
| 17  | 16 | Hans-Joachim Stuck | Shadow-Ford Cosworth     | 50   | + 2 giri         | 18           |       |
| 18  | 19 | Vittorio Brambilla | Surtees-Ford Cosworth    | 50   | + 2 giri         | 12           |       |
| Rit | 2  | John Watson        | Brabham-Alfa Romeo       | 41   | Motore           | 4            |       |
| Rit | 27 | Alan Jones         | Williams-Ford Cosworth   | 36   | Alimentazione    | 14           |       |
| Rit | 22 | Danny Ongais       | Ensign-Ford Cosworth     | 35   | Distributore     | 21           |       |
| Rit | 23 | Lamberto Leoni     | Ensign-Ford Cosworth     | 28   | Motore           | 22           |       |
| Rit | 37 | Arturo Merzario    | Merzario-Ford Cosworth   | 9    | Differenziale    | 20           |       |
| Rit | 18 | Rupert Keegan      | Surtees-Ford Cosworth    | 4    | Surriscaldamento | 19           |       |
| NQ  | 25 | Héctor Rebaque     | Lotus-Ford Cosworth      |      |                  |              |       |
| NQ  | 32 | Eddie Cheever      | Theodore-Ford Cosworth   |      |                  |              |       |
| NQ  | 24 | Divina Galica      | Hesketh-Ford Cosworth    |      |                  |              |       |

## Classifiche

### Piloti
| Pos. | Pilota            | Punti |
| ---- | ----------------- | ----- |
| 1    | Mario Andretti    | 9     |
| 2    | Niki Lauda        | 6     |
| 3    | Patrick Depailler | 4     |
| 4    | James Hunt        | 3     |
| 5    | Ronnie Peterson   | 2     |
| 6    | Patrick Tambay    | 1     |

### Costruttori
| Pos. | Team                  | Punti |
| ---- | --------------------- | ----- |
| 1    | Lotus-Ford Cosworth   | 9     |
| 2    | Brabham-Alfa Romeo    | 6     |
| 3    | Tyrrell-Ford Cosworth | 4     |
|      | McLaren-Ford Cosworth | 3     |